# 포핸드

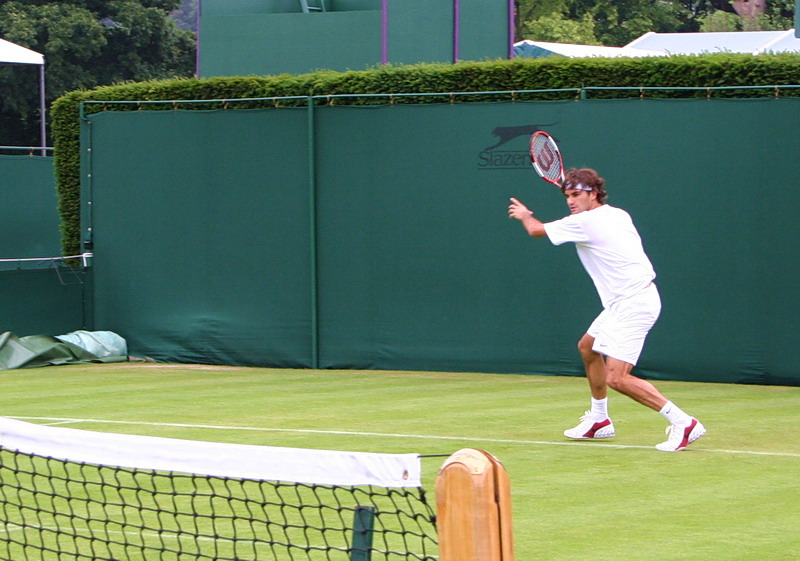
포핸드를 치는 로저 페더러.

포핸드(forehand)는 테니스에서 라켓을 쥔 손의 반대쪽 방향으로 스윙하여 공을 치는 것을 말한다. 오른손잡이의 경우 포핸드 스윙은 몸의 오른쪽에서 시작하여 몸의 앞쪽에서 공을 맞힌 뒤, 계속 스윙을 하여 몸의 왼쪽에서 끝나게 된다. 몸의 움직임이 비교적 자연스러워서 일반적으로 가장 배우기 쉬운 기술로 여겨진다.
포핸드는 흔히 톱스핀으로 치는데, 이는 톱스핀을 사용하면 공이 각도 큰 포물선을 그리며 날아가게 되어 공이 네트에 걸리거나 아웃되지 않고 안전하게 코트 안에 떨어지게 만들기에 용이하기 때문이다. 네트로 전진하면서 어프로치 샷을 칠 때처럼 특수한 상황에서는 종종 백스핀으로 치기도 하는데, 이는 슬라이스라고 불린다.
일반적으로, 강력한 포핸드를 가진 선수는 자신의 포핸드로 공격할 기회를 만들어내는 방향으로 경기를 운영하게 된다. 가장 보편적으로 쓰이는 방식은 백핸드 쪽으로 오는 공을 포핸드로 돌아서서 역크로스 방향으로 치는 것으로, 이러한 샷은 인사이드 아웃(inside out) 포핸드라고도 불린다.

## 그립
포핸드의 그립에는 크게 네 가지가 있으며, 그 선호도는 지속적으로 변해왔다. 그 종류는 각각 웨스턴, 세미웨스턴, 이스턴, 그리고 컨티넨탈 그립이다.

### 웨스턴
웨스턴 그립은 20세기 초 약 20여 년간 널리 쓰였다. 1920년대 활동한 빌 존스턴은 웨스턴그립의 포핸드가 뛰어났던 선수로, 체구가 다소 왜소했던 그는 자신의 어깨 높이로 튀는 볼을 웨스턴 그립으로 쳐내곤 했다. 1920년대 이후에는 웨스턴 그립을 사용하는 선수는 상위 랭커 중에서는 거의 없어지고 대부분 이스턴 그립과 컨티넨탈 그립을 사용하기 시작했다. 그러나 20세기 후반 테니스 기술과 장비의 성능이 빠르게 향상되면서 웨스턴 그립의 사용 빈도는 다시 크게 늘었고 현재는 수많은 선수들이  웨스턴 그립을 사용하고 있다. 웨스턴 그립은 종종 극단적인 그립이라고 불리기도 하지만, 강한 톱스핀을 구사하기에 매우 효과적어서 라파엘 나달과 같이 클레이 코트 경기에 능한 선수들 중에는 이 그립을 사용하는 선수들이 많다.

### 세미 웨스턴
세미웨스턴 그립 역시 오늘날 널리 사용되고 있으며, 그립을 잡는 방식으로 볼때 웨스턴과 이스턴의 중간에 해당한다. 보통 수준의 톱스핀을 구사하는 선수들이 흔히 사용한다.

### 이스턴
이스턴 그립은 1920년대에 웨스턴 그립을 대체하여 널리 쓰였다. 이후 빌 틸던, 엘스워스 바인스, 돈 버지, 그리고 잭 크래머와 같이 매우 강력한 포핸드로 유명했던 세계 랭킹 1위 선수들이 많이 사용하였다. 라켓을 마치 악수하는 것과 같은 각도로 자연스럽고 편하게 잡을 수 있기 때문에 초보자들이 처음 포핸드를 배울 때 흔히 이스턴 그립으로 시작하게 된다. 손바닥이 라켓 면과 거의 같은 각도를 유지하게 되므로 라켓면을 열고 닫는 것이 모두 용이하여 톱스핀과 슬라이스 타구를 둘 다 구사할 수 있다.

### 컨티넨탈
컨티넨탈 그립은 1920•30년대 유럽 선수들과 1940•50년대 오스트레일리아 선수들에 의해 널리 사용되었다. 컨티넨탈 그립의 장점은 하나의 그립으로 서브, 발리, 포핸드, 백핸드 등 모든 기술을 구사할 수 있다는 것이며, 또한 낮은 볼을 처리하기에 적합하다. 그러나 파워나 톱스핀 구사 등의 면에서 다른 그립에 비해 상대적으로 효율성이 떨어져 오늘날 선수들 사이에서는 거의 쓰이지 않는다.

### 양손 포핸드
포핸드는 한 손으로 치는 것이 가장 일반적이고 양손 포핸드는 상당히 드문 편이지만, 상위 랭킹의 선수들 중에서도 양손 포핸드를 사용하는 선수들이 존재해왔다. 1940•50년대의 에콰도리아 및 미국 국적의 선수였던 판초 세구라(Pancho Segura)는 양손 포핸드를 이용하여 자신보다 크고 힘이 좋은 선수들을 효과적으로 상대하였다.
1990년을 전후하여 활동했던 전 여자 세계 랭킹 1위 모니카 셀레스도 양손 포핸드를 사용하였으며, 그녀는 그랜드 슬램 타이틀 9개를 포함, 통산 53개의 타이틀을 획득하였던 바 있다.
현역 선수 중에서는 파브리스 산토로와 마리온 바르톨리 등이 양손 포핸드를 사용한다.
드물게 일부 선수들은 포인트가 거의 끝난 상황에서 가장 안전한 샷을 칠 때 양손 포핸드를 사용하기도 하는데, 양손을 사용함으로써 스윙이 작고 간결해지므로 파워는 다소 떨어지지만 정확성과 안정성을 높일 수 있다.

## 포핸드가 뛰어난 선수들
많은 선수들이 포핸드를 주무기로 활용한다. 강한 포핸드를 가진 것으로 유명한 선수들은 다음과 같다.
- 빌 존스턴, 1920년대 아마추어
- 빌 틸든, 1920•30년대 아마추어 및 프로
- 엘즈워스 바인스, 1930년대 아마추어 및 프로
- 잭 크로퍼드, 1930년대 아마추어
- 프레드 페리, 1930년대 아마추어 및 프로
- 잭 크레이머, 1940년대 아마추어 및 프로
- 판초 세구라, 1940•50년대 프로, 최초의 양손 포핸드 사용 선수
- 비외른 보리
- 이반 렌들
- 짐 쿠리어
- 보리스 베커
- 피트 샘프라스
- 에르너스츠 굴비스
- 앤드리 애거시
- 마라트 사핀
- 조윌프리드 총가
- 라파엘 나달
- 로저 페더러
- 페르난도 곤살레스
- 노바크 조코비치
- 제임스 블레이크
- 페르난도 베르다스코
- 가엘 몽피스, 2007년 호주 오픈 마르코스 바그다티스와의 경기에서 190 km/h의 포핸드로 역대 가장 빠른 포핸드 스피드를 기록함. 안드레 애거시가 더 빠른 포핸드를 쳤었다는 주장도 있으나, 그의 주 활동 시기였던 1990~2002년에는 관련 장비와 기술이 갖춰지지 않았으므로 공식적으로 속도가 기록되지 않았다.

여자 선수:
- 메이 서튼 번디, 1900년대 아마추어
- 몰라 맬러리, 1910•20년대 아마추어
- 헬렌 윌스 무디, 1920•30년대 아마추어
- 도러시 라운드, 1930년대 아마추어
- 야드비가 예제이오프스카, 1930년대 아마추어
- 크리스틴 트루먼, 1950•60년대 아마추어
- 수 바커, 1970년대 프로
- 마르티나 나브라틸로바
- 슈테피 그라프, "미스 포핸드(Miss Forehand; Fräulein Forehand)"라는 애칭이 있었다.
- 모니카 셀레스 (양손 포핸드)
- 제니퍼 카프리아티
- 린지 대븐포트
- 아나 이바노비치
- 마리아 샤라포바
- 마리 피르스
- 쥐스틴 에냉
- 킴 클리스터스
- 세리나 윌리엄스
- 스베틀라나 쿠즈네초바
- 엘레나 디멘티에바
- 비너스 윌리엄스
- 니콜 바이디소바